# Pucklechurch
Pucklechurch est un village et une paroisse civile du Gloucestershire, en Angleterre.
Il est situé dans le sud du comté, à une quinzaine de kilomètres au nord-est du centre-ville de Bristol. Administrativement, il relève de l'autorité unitaire du South Gloucestershire.

## Géographie

### Localisation
Pucklechurch est un village du Sud-Ouest de l'Angleterre. Il est situé dans le sud du comté cérémoniel du Gloucestershire, non loin des frontières de la cité de Bristol et du comté du Somerset. Les grandes villes les plus proches sont Bristol, dont le centre-ville se trouve à une quinzaine de kilomètres au sud-ouest, et Bath, à une quinzaine de kilomètres au sud.
| Henfield (en) | Westerleigh  | Wapley (en) |
| Mangotsfield  | Pucklechurch | Dyrham      |
| Siston        | Abson (en)   | Doynton     |

### Transports
Pucklechurch est traversé par la route B4465 qui relie Bristol (quartier d'Easton (en)) au village de Tormarton. L'autoroute M4 passe tout au nord du territoire de la paroisse civile, à un peu plus d'un kilomètre au nord du centre du village.

## Toponymie
D'après le toponymiste A. D. Mills, Pucklechurch signifie « église de *Pūcela », du vieil anglais  cirice « église » suffixé au nom d'un individu. Ce toponyme est attesté au milieu du Xe siècle sous la forme Pucelancyrcan. Dans le Domesday Book, le nom du village est orthographié Pulcrecerce.
L'historien John Blair considère néanmoins que *Pucela n'est pas un nom d'individu vraisemblable en vieil anglais, d'autant que ce nom semble être une forme hypocoristique de celui de la créature folklorique appelée puck en anglais moderne. À ses yeux, « l'église du petit gobelin » ne ferait pas référence à une véritable église, mais serait plutôt une expression métaphorique ou ironique permettant de désigner un endroit étrange.

## Histoire

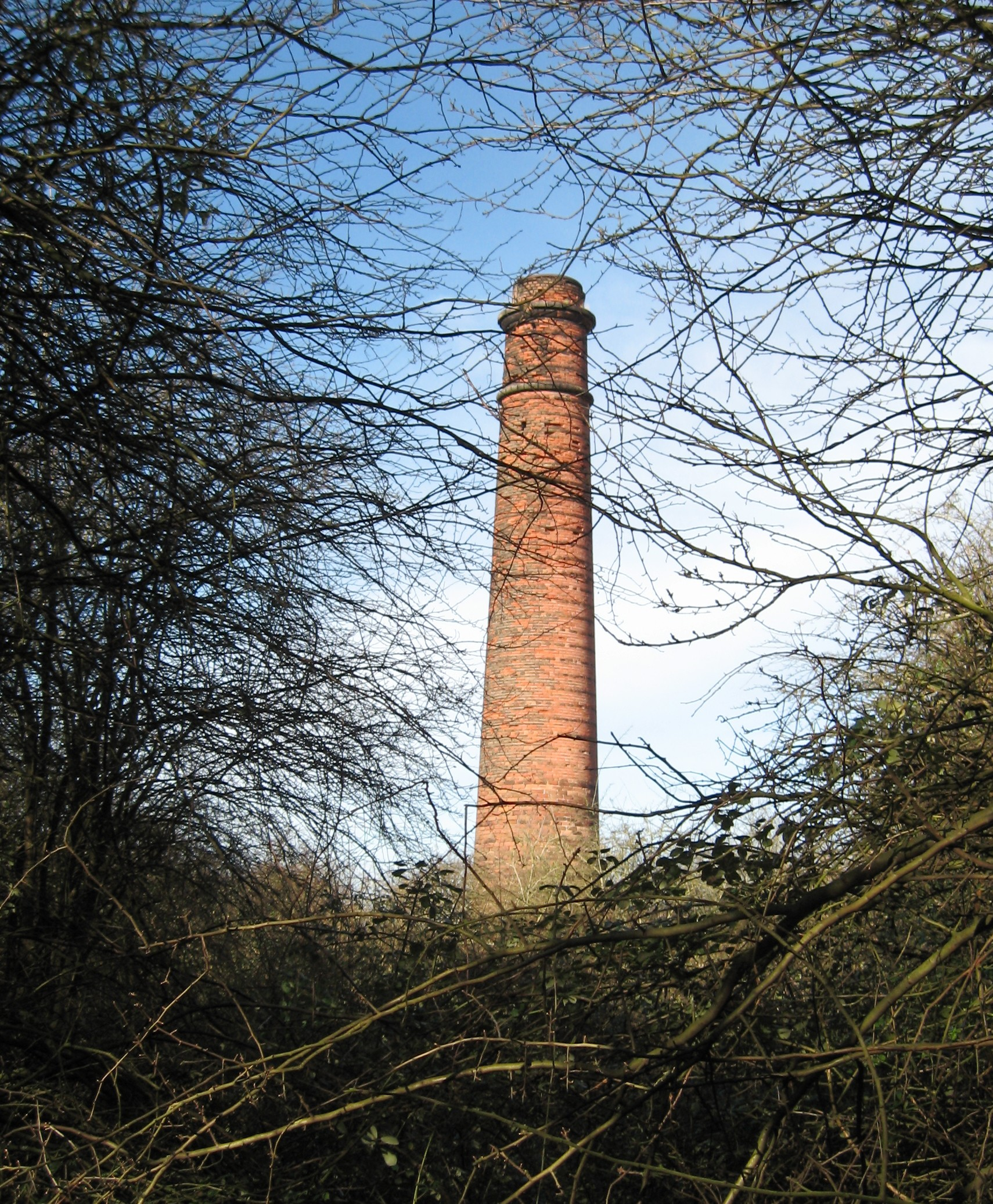
Cheminée de l'ancienne mine de charbon de Parkfield.

À l'époque anglo-saxonne, Pucklechurch, qui jouxte la forêt royale de Kingswood, abrite une résidence royale appartenant aux souverains de la maison de Wessex. La Chronique anglo-saxonne rapporte que le roi Edmond Ier y est tué en 946 par un voleur nommé Leofa ou Liofa. Une charte datée de 950 enregistrerait la confirmation par Eadred, frère et successeur d'Edmond, d'une donation effectuée par ce dernier à l'abbaye de Glastonbury concernant un terrain de 15 hides à Pucklechurch, mais l'authenticité de ce document est remise en doute par plusieurs historiens.
Le Domesday Book indique qu'en 1086, Pucklechurch, qui compte 53 feux et dont la valeur est évaluée à 30 livres, appartient à l'abbaye de Glastonbury. Il est le siège d'un hundred qui inclut également les localités voisines de Doynton, Siston, Cold Ashton et Wapley (en).
En 1397, le rectorat de Pucklechurch est approprié par l'évêque de Bath et Wells Ralph Ergham (en), qui en confie les bénéfices au chapitre de chanoines de la cathédrale Saint-André de Wells.
Dans les années 1530, après la dissolution des monastères, Pucklechurch revient au comte de Pembroke William Herbert. Il fait partie des nombreux domaines dont Maurice Denys (en) fait l'acquisition dans la région. Le manoir de Pucklechurch se transmet dans la famille Denys (ou Dennis) jusqu'à l'extinction de la lignée mâle, en 1701. L'un des membres de cette famille est le poète John Dennys (en), auteur de The Secrets of Angling (en) (1613), premier traité versifié en langue anglaise sur l'art de la pêche.
La mine de charbon de Parkfield (en), au nord du village, ouvre en 1851 sous l'égide de Handel Cossham (en). Elle est fermée en 1936.
En 1939, la Royal Air Force ouvre la base aérienne de RAF Pucklechurch (en) au sud-ouest du village. Elle reste en activité jusqu'au 31 décembre 1959. Le site passe en 1962 sous le contrôle de HM Prison Service, qui y ouvre un centre de détention provisoire. Il laisse place en 1999 à HM Prison Ashfield (en), une prison pour jeunes délinquants gérée par l'entreprise privée Serco qui est convertie en 2013 en centre de détention réservé aux auteurs d'infractions sexuelles.

## Politique et administration

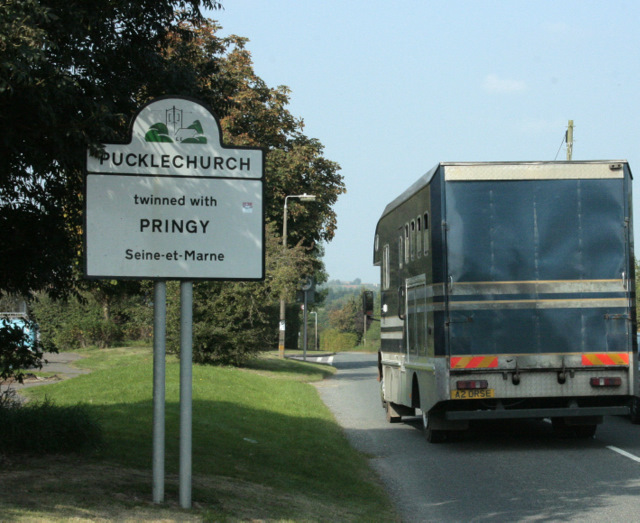
Panneau signalant le jumelage entre Pucklechurch et Pringy.

### Tendances politiques
Pour les élections locales, Pucklechurch appartient au ward de Boyd Valley, qui comprend également les paroisses civiles de Marshfield et Wick and Abson. Les habitants de ce ward élisent deux membres du conseil du South Gloucestershire, qui compte en tout 61 conseillers. Aux élections locales de 2019, les deux conseillers élus à Boyd Valley, Steve Reade et Ben Stokes, sont les candidats du Parti conservateur.
Pour les élections législatives, Pucklechurch relève de la circonscription de Thornbury and Yate. Lors des élections générales de 2019, le candidat conservateur Luke Hall, député depuis 2015, est réélu avec 12 369 voix d'avance sur la libérale-démocrate Claire Louise Young.

### Jumelages
Pucklechurch est jumelée avec :
- Pringy (France)[11]

## Population et société

### Démographie
Au recensement de 2011, la paroisse civile de Pucklechurch comptait 2 904 habitants.
| Année      | 1801 | 1811 | 1821 | 1831 | 1841 | 1851 | 1881  | 1891  | 1901  | 1911  | 1921  | 1931  | 1951  | 1961  | 2011  |
| Population | 542  | 535  | 612  | 796  | 862  | 931  | 1 292 | 1 335 | 1 299 | 1 298 | 1 283 | 1 177 | 1 474 | 1 471 | 2 904 |

## Culture locale et patrimoine

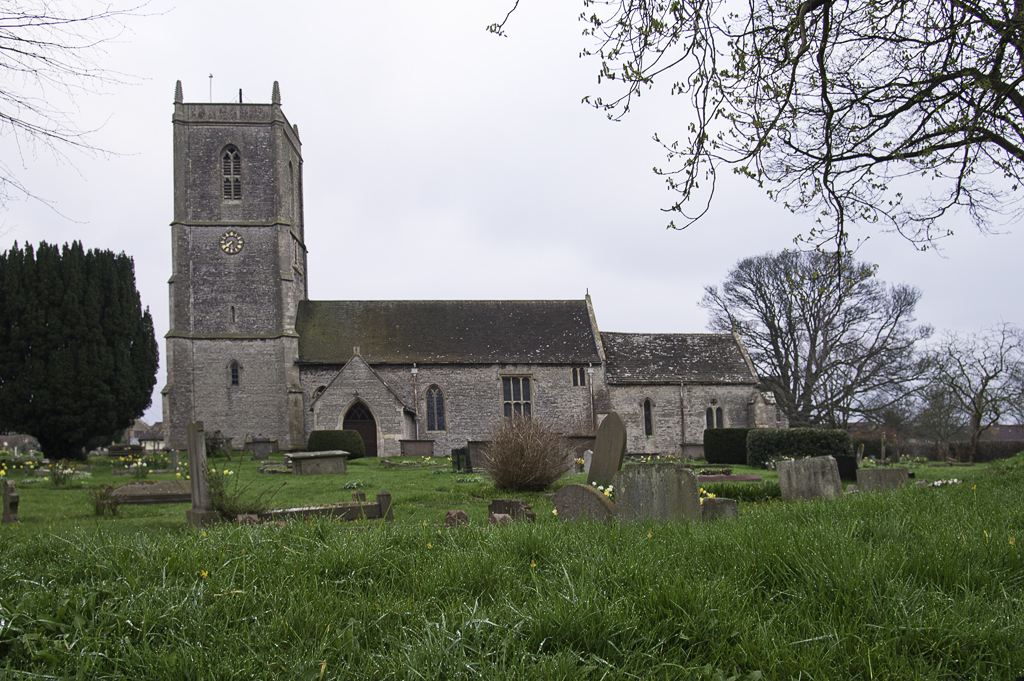
L'église paroissiale de Pucklechurch.

### Lieux et monuments
L'église paroissiale de Pucklechurch est dédiée à Thomas Becket. Si elle est fondée à l'époque normande, le bâtiment actuel remonte essentiellement au XIIIe siècle, à l'exception du collatéral nord et du porche sud, qui datent du XIVe siècle. Elle connaît quelques développements au XVIIe siècle et deux phases de rénovation au XIXe siècle dirigées par les architectes Richard Cromwell Carpenter (en) (entre 1846 et 1856) et John Dando Sedding (en) (en 1889). Elle constitue un monument classé de grade I depuis 1985.
Quatre fermes du XVIIe siècle sont protégées en tant que monuments classés de grade II depuis 1952 : Dennisworth Farmhouse, Lyde Green Farmhouse, Moat House et The Grey House.

### Personnalités liées
- L'hébraïsant Daniel Guilford Wait (en) (1789-1850) est ordonné curé de Pucklechurch dans les années 1810[19].
- George Crabbe (1785-1857), fils aîné du poète George Crabbe (1754-1832), devient curé de Pucklechurch en 1817. Son père, qui est lui-même vicaire de Trowbridge, à une trentaine de kilomètres de là, lui rend fréquemment visite[20].